# Castelnuovo Don Bosco

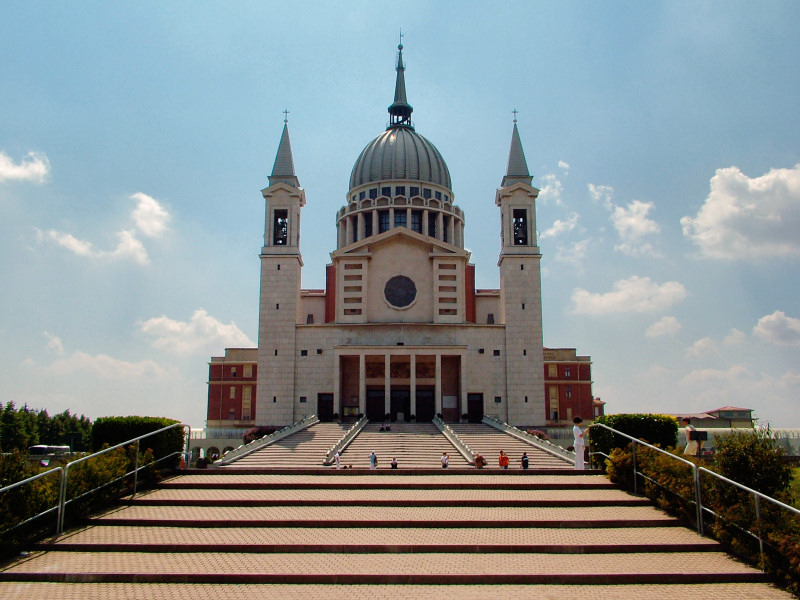
Bazilica Don Bosco din Castelnuovo

Castelnuovo Don Bosco (în piemonteză Castelneuv d'Ast, română tărâm al sfinților și al vinului) este o comună din provincia Asti, Italia. În 2011 avea o populație de 3.249 de locuitori. E cunoscută în special pentru că aici s-a născut Sf. Ioan Bosco, în cătunul Becchi (numit acum Colle Don Bosco), unde astăzi există un sanctuar dedicat sfântului, ținta multor pelerinaje.

## Demografie
Castelnuovo Don Bosco - evoluția demografică

|  | Graficele sunt indisponibile din cauza unor probleme tehnice. Mai multe informații se găsesc la Phabricator și la wiki-ul MediaWiki. |

Date: Recensăminte sau birourile de statistică - grafică realizată de Wikipedia